# 辇真监藏
辇真监藏（藏語：རིན་ཆེན་རྒྱལ་མཚན，威利转写：rin chen rgyal mtshan，1256年—1305年），全名绛漾仁钦坚赞（藏語：འཇམ་དབྱངས་རིན་ཆེན་རྒྱལ་མཚན），藏族，藏传佛教萨迦派高僧，元朝帝师。

## 生平
他是八思巴弟子的东支传承，夏尔巴氏家族人。他是第四任元朝帝师意希仁钦之弟。《红史》称其先被忽必烈封为萨迦细脱拉章的住持，后来赴元朝朝廷，被元成宗完泽笃汗铁穆耳迎请为帝师，次年，他向乌思藏宣慰使司颁发法旨，维护寺庙、庄园、牧场的利益，不得干涉俗人出家为僧。最后逝于朝廷，享年四十九岁。并称他担任帝师的时期是萨迦派权势最盛的时期。
关于他担任帝师的时间，《元史》卷二一《成宗纪》载：大德八年一月，“庚午，以辇真监藏为帝师。”大德九年正月，“戊年，帝师辇真监藏卒。”《元史·释老传》载：乞剌斯八斡节兒“大德七年卒，明年，以辇真监藏嗣，又明年卒。”《历代佛祖通载》也称其卒于大德九年。由此可见，他担任帝师的时间是从大德八年（1304年）开始，直到大德九年（1305年）圆寂。